# NGC 453
NGC 453 je trojna zvijezda u zviježđu Ribama. 

## Vanjske poveznice
- SEDS: NGC 0453